# Ediths Kampffisch
Ediths Kampffisch (Betta edithae) ist ein maulbrütender Kampffisch aus der monotypischen Betta-Edithae-Gruppe. Er wurde nach Edith Korthaus benannt, welche ihn zusammen mit Walter Foersch und Alfred Hanrieder 1978 erstmals nach Deutschland einführte. Laut IUCN ist er nicht bedroht.

## Merkmale
Ediths Kampffisch besitzt einen langgestreckten, seitlich abgeflachten Körper, er wird maximal 8 cm lang. Sein Körper ist beige gefärbt, mit grünen Schuppenreihen und mehreren braunen Längsbändern. Die Flossenränder sind dunkelblau gefärbt. Die männlichen Tiere sind intensiver gefärbt als die weiblichen Tiere.

## Vorkommen und Ökologie
Ediths Kampffisch kommt in Indonesien auf den Inseln Sumatra und Borneo vor. Dort lebt er in Überschwemmungsgebieten und kleinen Schwarzwasserflüssen.

## Aquaristik
Ediths Kampffisch fühlt sich mindestens paarweise in einem gut bepflanzten Aquarium bei weichem bis mittelhartem Wasser und einem pH-Wert von 6 bis 7 wohl. Die Zucht ist möglich, bei diesem Kampffisch betreiben die Männchen die Brutpflege und brüten den Laich in ihrem Kehlsack aus.